# ينغي أباد (كراني)
ینغي أباد (بالفارسية: ینگی‌آباد) هي قرية تقع في إيران في قسم کراني الريفي. يقدر عدد سكانها بـ 110 نسمة .